# Pedro Opaso
Pedro Opaso Letelier (Talca, 20 de julio de 1876-Santiago, 9 de abril de 1957) fue un político chileno, quién por un breve período fue vicepresidente de Chile en julio de 1931.

## Primeros años de vida
Fue hijo del matrimonio de Ursicino Opaso Silva y de Margarita Letelier Silva. Realizó sus estudios en el Liceo de Talca (actual Liceo Abate Molina), para posteriormente cursar Medicina en la Universidad de Chile.

### Matrimonio e hijos
Casado con Sara Cousiño Talavera (4 de julio de 1878 - 25 de septiembre de 1973), tuvieron 6 hijos que fueron: Raquel, Víctor, Sara, Pedro, Fresia y Enrique.

## Vida pública
Inició su vida política como primer alcalde de Río Claro, siendo llevado posteriormente en 1920 a varios ministerios por el Partido Liberal Democrático. Electo diputado por Curicó (1921-1924) y senador por Talca (1924-1930) y Talca, Linares y Curicó (1930-1932).
Fue líder del Partido Liberal Unido (PLU) y negoció con el resto del los partidos los cupos para la formación del Congreso Termal en 1930.
Para la caída de Carlos Ibáñez del Campo en 1931 era presidente del Senado, por lo que debió asumir la vicepresidencia de la República. El día 26 de julio asumió el cargo, armando para la noche rápidamente un ministerio, encabezado por un renuente Juan Esteban Montero en Interior, mientras Pedro Blanquier, su otra pieza clave, quedaba en Hacienda. 
Los ministros llegaron la mañana del 27 y, mediante un decreto, Opaso entregó el mando de la nación a Montero. Su mandato duró menos de 24 horas, y esta velocidad con que se desprendió del mando le dio el apodo de "el Pasador", otorgado por la revista satírica Topaze, que le acompañaría hasta su muerte.
Posteriormente fue elegido senador por Curicó, Talca, Maule y Linares (1933-1949). Se integró al Partido Liberal en 1933, tras la fusión del PLU con este. Fue presidente del consejo directivo del Banco de Talca entre 1936 y 1957.